# Martín de los Ríos
Martín de los Ríos Plaza (Ciudad de Salta, 3 de octubre de 1972) es un abogado, empresario y político argentino. Actualmente se desempeña como Ministro de Producción y Desarrollo Sustentable de la Provincia de Salta

## Biografía
Martín de los Ríos Plaza nació en la Ciudad de Salta el 3 de octubre del año 1972 siendo el tercero de seis hermanos. Uno de ellos, Antonio de los Ríos Plaza, fue secretario de salud de la Provincia de Salta durante el paso de Josefina Medrano en el Ministerio de Salud siendo removido del cargo con la llegada de Juan José Esteban por irregularidades en la compra de medicamentos. Martín estudió abogacía en la Universidad Nacional de Tucumán y luego regresó a su ciudad natal. Está casado con Virginia Cornejo con la cual tiene tres hijas, Valentina, Manuela y Virginia. En el año 2008 encabezó las protestas de los productores agropecuarios salteños en el marco del paro agropecuario patronal en Argentina junto al Entre Ríos, Alfredo de Angeli.
Actualmente posee una empresa que brinda servicios al sector agropecuario en Las Lajitas.

## Carrera política
En 2010 se uniria al partido opositor al kirchnerismo, Propuesta Republicana del entonces Jefe de Gobierno de la Ciudad de Buenos Aires y expresidente de Boca Juniors, Mauricio Macri. 
En el año 2013, el PRO en Salta normaliza su situación tras varios años de disputas internas y denuncias cruzadas, el interventor Alejandro Ávila Gallo, De los Ríos es nombrado presidente del partido por el distrito Salta por el periodo 2013-2017. Ese mismo año establece una alianza a nivel provincial con Juan Carlos Romero, Sonia Escudero y Guillermo Durand Cornejo. Fruto de esa alianza Romero conseguiría una banca por la minoría en el Senado de la Nación y Durand Cornejo también obtendría una banca de diputado nacional.
En ese año pero en las elecciones provinciales, con el debut de la boleta única electrónica, De los Ríos sería candidato a diputado provincial por el Departamento de la Capital acompañado por Norberto Suasnabar, empresario del rubro mecánico, como concejal. En las elecciones PASO de ese año debutaría en una elección con 5232 votos que representaba el 2,07% de los votos válidos y por lo tanto su precandidatura quedó confirmada para las elecciones generales. En las elecciones generales del 2013 De los Ríos aumentaría su caudal de votos a 12493 votos pero no le alcanzó para lograr una banca en la Cámara de Diputados de la Provincia de Salta.
En el año 2015, De los Ríos vuelve a postularse como candidato a diputado provincial por el espacio que él presidía. Esta vez era acompañado en la lista de concejales por Virginia Cornejo, en una alianza establecida con el PPS. En las PASO de ese año, De los Ríos sacaría un total de 20725 votos, con un notable incremento a comparación de las PASO del año 2013. El resultado lo habilitaba para las elecciones generales junto a su candidata a concejal que también superó la barrera del 1.5% de los votos válidos. En las elecciones generales, Martín incrementaría aún más su número de votantes y se colocaría como el segundo candidato más votado de la elección en la categoría de diputados provinciales con un total de 37418 votos que representaban el 12,84% de los votos válidos. Esos resultados y los obtenidos en la categoría de concejales le permitieron al PRO obtener una banca en la Cámara de Diputados de la Provincia de Salta y tres bancas en el Concejo Deliberante de la Ciudad de Salta. De los Ríos juraría como diputado provincial, siendo este su primer cargo electivo, el 24 de noviembre de 2015.
Durante su mandato como diputado provincial conformó el bloque Cambiemos-PRO, en un primer momento junto a la diputada de Orán, Norma Lizarraga y luego junto a otros dos diputados que ingresaron en 2017, Gladys Moisés y Andrés Suriani. De los Ríos es autor de proyectos como el de ley que instituye a la equinoterapia como método terapéutico que debe ser cubierto por el IPS (Instituto Provincial de Salud de Salta). Otro proyecto de ley del diputado es el que busca incorporar a las prestaciones del IPS la entrega de leche medicamentosa para consumo de quienes padecen alergia a la proteína de la leche vacuna (APLV), sin límite de edad y con la correspondiente prescripción de un médico especialista.
Durante el año 2017, De los Ríos es nuevamente electo como presidente de Propuesta Republicana por el periodo 2017-2021. Lo acompañarían en las vicepresidencias Pichona Moisés, compañera de bloque y diputada provincial por el Departamento de Metán, e Ignacio Lupión, expresidente de la Sociedad Rural salteña. En ese 2017 a nivel nacional De los Ríos y el PRO salteño impulsa la candidatura de Martín Grande a diputado nacional por el frente Cambiemos-País. El periodista ganaría la elección y con ello obtendría una banca para el partido presidido por De los Ríos.
En el año 2019 De los Ríos busca renovar su banca en la cámara baja de la Provincia de Salta dentro del frente que impulsaba a Gustavo Sáenz como gobernador. En las PASO de ese año Martín sacaría en la categoría de diputados provinciales un total de 19008 votos que representaban el 6,73% de los votos por lo tanto estaría habilitado para participar de las elecciones generales. En ellas De los Ríos obtendría un total de 25504 votos que equivalían al 8,66% de los votos. De los Ríos sería el cuarto candidato más votado detrás de Mónica Juárez, la ganadora en la categoría, Matías Cánepa, hasta ese momento presidente del Concejo Deliberante de la Ciudad de Salta y Cristina Fiore, presidente del PRS.
Cuando Gustavo Sáenz fue elegido como gobernador conformó su gabinete con gente de su confianza. Entre ellos Martín de los Ríos que sería nombrado Ministro de Producción y de Desarrollo Sustentable. Para poder asumir como ministro, al igual que el diputado Matías Cánepa, pidió licencia sin goce de sueldo en la Cámara de Diputados de la Provincia de Salta.
Como ministro le tocó ejercer en un ambiente ligado a la pandemia de COVID-19. En este marco empezó a elaborar un proyecto donde se amplíe la prórroga de los aportes patronales del sector productivo primario que no están incluidos en las medidas tomadas por el ministro nacional Matías Kulfas. También desde el gobierno provincial lanzaron créditos con destino a capital de trabajo y pago de sueldos, dirigidos a las empresas industriales, mineras, de servicios a la minería, etc., como así también a hoteles, empresas turísticas y prestadores y guías turísticos. Y también líneas destinadas a artesanos, comercios y oficios, actividades esenciales en el marco del COVID-19 y para fomentar la modalidad del teletrabajo.Ese mismo año se presentó ante la justicia por la causa relacionada con la causa penal que se le iniciara por presuntas incompatibilidades entre su cargo dentro del Gabinete Provincial y su actividad privada.

## Historial electoral
|  | 2,07 % |

|  | 4,67 % |

|  | 7,50 % |

|  | 12,84 % |

|  | 6,73 % |

|  | 8,66 % |